# Uenoa punja
Uenoa punja är en nattsländeart som först beskrevs av Martin E. Mosely 1939.  Uenoa punja ingår i släktet Uenoa och familjen Uenoidae. Inga underarter finns listade i Catalogue of Life.